# Anoba diffumata
Anoba diffumata är en fjärilsart som beskrevs av Heinrich Benno Möschler 1880. Anoba diffumata ingår i släktet Anoba och familjen nattflyn. Inga underarter finns listade i Catalogue of Life.